# Querida, voy a comprar cigarrillos y vuelvo
Querida, voy a comprar cigarrillos y vuelvo es una película de comedia dramática y ciencia ficción argentina de 2011 dirigida por Mariano Cohn y Gastón Duprat y coescrita con Andrés Duprat. Se trata de una adaptación cinematográfica del cuento homónimo inédito escrito por Alberto Laiseca. Narra la historia de un hombre mayor que puede viajar en el tiempo para revivir nuevamente su juventud. Está protagonizada por Emilio Disi, Eusebio Poncela y Darío Lopilato. La película se estrenó el 5 de mayo de 2011 en las salas cines de Argentina.

## Sinopsis
Sigue la vida de Ernesto, un agente inmobiliario de 60 años que se encuentra en un bar con un inmortal que posee poderes sobrenaturales y le propone la posibilidad de viajar en el tiempo. A partir de esto, Ernesto tiene la potestad para viajar a diferentes momentos de su vida y lugares, donde revivirá en gran parte lo que fue su anhelada juventud sin medir las consecuencias que pueden devenir de esta experiencia particular.

## Elenco
- Emilio Disi como Ernesto Zambrana
- Eusebio Poncela como Inmortal
- Darío Lopilato como Ernesto Zambrana (joven)
- Alberto Laiseca como Narrador
- Emma Rivera como Rosa
- Sergio Pángaro como Papá de Ernesto

## Recepción

### Comentarios de la crítica
La película recibió críticas positivas por parte de la prensa. Emilio A. Bellon de Página 12 señaló que se trata de un «film atípico, arriesgado, no sólo por la temática sino por la manera en que fue pensado y construido», y los describió como una «historia ocurrente y desafiante». Fernando López de La Nación resaltó que «esta nueva obra de los autores de El hombre de al lado se resiente sobre todo por el formato elegido: lo narrado verbalmente se impone sobre la acción y muchas veces confina a las imágenes (plásticamente impecables) a una función apenas ilustrativa».
En una reseña para Clarín, Pablo O. Scholz escribió «la dupla de directores se ha vuelto mucho más escéptica, mucho más jugados que en sus anteriores filmes, Cohn y Duprat siguen siendo de lo más originales» y «su recurrente apuesta en el casting de sus filmes les sigue dando buenos resultados». Gustavo J. Castagna de Tiempo Argentino expresó que «es un film desconcertante, ambiguo, con una mirada presuntuosa de los cineastas sobre los personajes, discontinuo en sus propósitos finales, efectivo y efectista, manierista y tramposo, original por sus ideas».

### Premios y nominaciones
| Lista de premios y nominaciones | Lista de premios y nominaciones | Lista de premios y nominaciones | Lista de premios y nominaciones             | Lista de premios y nominaciones | Lista de premios y nominaciones |
| Año                             | Organización                    | Categoría                       | Nominado/a(s)                               | Resultado                       | Ref(s)                          |
| ------------------------------- | ------------------------------- | ------------------------------- | ------------------------------------------- | ------------------------------- | ------------------------------- |
| 2011                            | Premios Sur                     | Mejor guion adaptado            | Andrés Duprat, Mariano Cohn y Gastón Duprat | Nominados                       | [ 10 ]                          |